# Sclavie sexuală

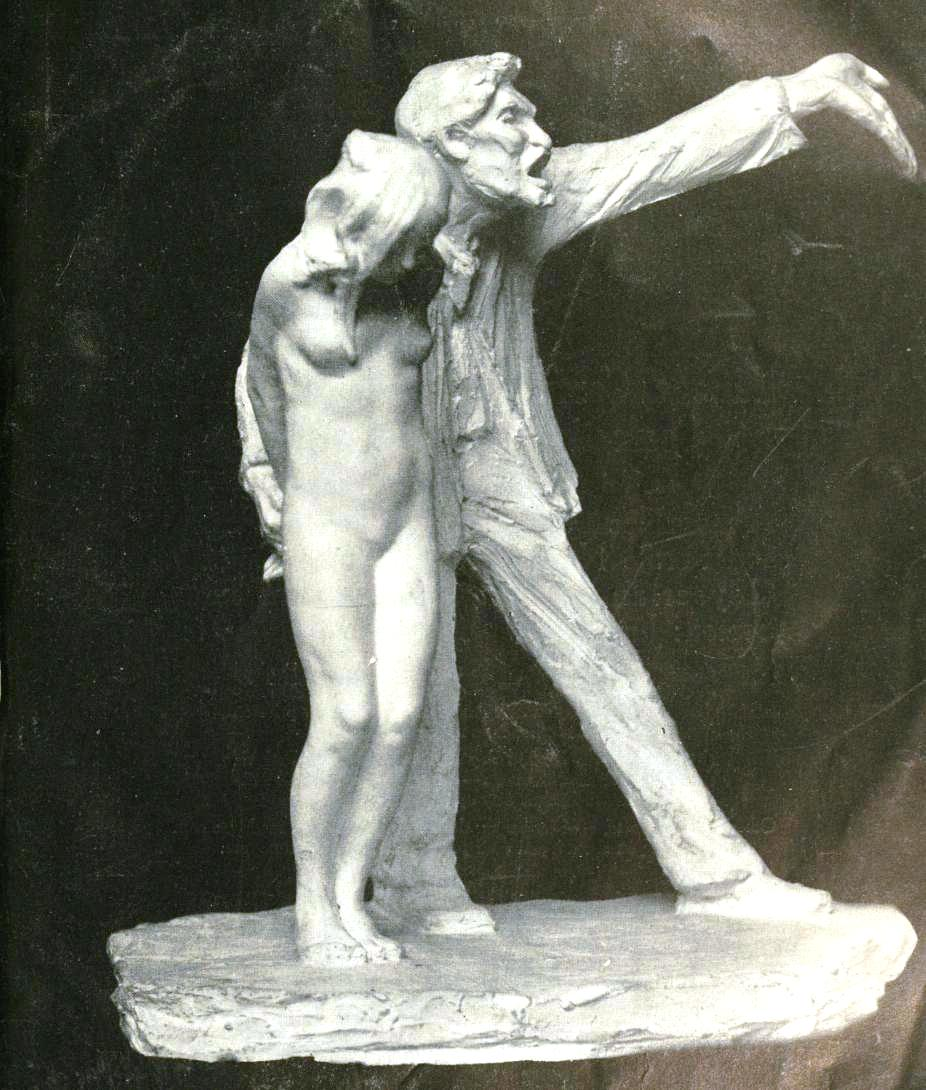
Statuia „The White Slave” (Sclava Albă) de Abastenia St. Leger Eberle

Sclavia sexuală este o formă extremă de exploatare umană în care o persoană este constrânsă să participe la activități sexuale împotriva voinței sale. Aceasta implică lipsa consimțământului și poate include diverse practici precum traficul de persoane în scopuri sexuale, munca forțată legată de exploatarea sexuală, căsătoria forțată, exploatarea copiilor, prostituția infantilă⁠(d) și alte forme de abuz sexual sistematic. Sclavia sexuală este o încălcare gravă a drepturilor omului, care afectează milioane de persoane la nivel global, afectând în mod disproporționat femeile și copiii. Sclavia sexuală este strâns legată de inegalitățile sociale, economice și de gen, fiind susținută de factori precum sărăcia, discriminarea, conflictele armate și corupția.
De-a lungul istoriei, sclavia sexuală a luat multiple forme, de la robia cu un singur stăpân și servitutea rituală în diverse culturi (Ghana, Togo, Benin), până la exploatarea sexuală în contextul colonialismului, războaielor și conflictelor armate. În epoca modernă, această practică continuă să existe sub diverse forme, fiind ascunsă în rețele de trafic de persoane, proxenetism și alte activități ilegale.

## Exploatare sexuală comercială
Exploatarea sexuală comercială (denumită și trafic sexual) este o formă de trafic de persoane care implică recrutarea, transportul, transferul, adăpostirea sau primirea persoanelor prin mijloace coercitive sau abuzive, în scopul exploatării sexuale.
BBC News citează un raport al UNODC din 2007 care indică ca principale destinații pentru victimele traficului de persoane Thailanda, Japonia, Israel, Belgia, Olanda, Germania, Italia, Turcia și Statele Unite. Raportul menționează ca principale surse Thailanda, China, Nigeria, Albania, Bulgaria, Belarus, Moldova și Ucraina.
În 2016, Organizația Internațională a Muncii a estimat că din 25 de milioane de persoane supuse muncii forțate, 5 milioane erau victime ale exploatării sexuale.

## Trafic sexual prin internet
Traficul sexual prin internet (denumit și trafic sexual cibernetic⁠(d)) este o formă particulară de sclavie sexuală în care victimele (în principal femei) sunt traficate și constrânse să participe la spectacole transmise în direct (live streaming) prin intermediul camerelor web, ce implică acte sexuale forțate sau violuri comise. În cadrul acestor transmisiuni, victimele sunt adesea obligate să urmărească, pe ecrane comune, consumatorii care plătesc și să execute comenzile acestora. În majoritatea cazurilor, acest fenomen se încadrează ca o formă comercializată de prostituție forțată în mediul online, unde exploatarea sexuală este facilitată și amplificată de tehnologiile digitale.
Acest tip de trafic este distinct de alte forme de infracțiuni sexuale prin natura mediului în care are loc și prin metodele de control. Victimele sunt transportate de traficanți în spații special amenajate, dotate cu camere web și echipamente conectate la internet. Acolo, acestea sunt forțate să desfășoare acte sexuale asupra propriei persoane sau asupra altor victime, ori sunt supuse violurilor comise de traficanți sau complici, toate fiind transmise în timp real.

## Prostituție forțată
Prostituția forțată este o formă de sclavie sexuală în care o persoană este constrânsă să întrețină acte sexuale, de obicei în schimbul unei plăți către un terț, prin mijloace precum amenințarea, violența, abuzul de putere sau înșelăciunea. Controlul poate fi exercitat direct de către proxenet sau prin rețele de trafic de persoane, iar constrângerea poate fi fizică, psihologică sau economică. În unele cazuri, victimele pot dezvolta o formă de atașament emoțional față de proxenet, fenomen cunoscut sub numele de sindromul Stockholm, care poate îngreuna identificarea abuzului și procesul de eliberare.
Această practică a fost documentată de-a lungul istoriei, atât în timp de pace, cât și în contexte de conflict armat, unde victimele erau adesea luate ca prizonieri și forțate în exploatare sexuală. În prezent, prostituția forțată este recunoscută de dreptul internațional ca o încălcare gravă a drepturilor omului și este interzisă prin convenții.

## Căsătorie forțată
Căsătoria forțată este o uniune maritală în care unul sau ambii parteneri sunt căsătoriți fără consimțământul liber, explicit și informal. În dreptul internațional, acest tip de uniune este considerat o formă de încălcare gravă a drepturilor omului și constituie o formă de sclavie sexuală atunci când implică constrângere la relații sexuale.
Cauzele căsătoriei forțate pot include:
- practici tradiționale precum zestre sau „prețul miresei”;
- presiuni legate de menținerea virginității înainte de căsătorie;
- protejarea așa-numitei „onoare a familiei”;
- perceperea căsătoriei ca o înțelegere socială între familii;
- sărăcia, lipsa de educație și a oportunităților economice;
- perpetuarea unor tradiții culturale sau religioase;
- mijloc de a obține drept de ședere sau statutul legal într-o țară străină.

## Pe timpul războaielor

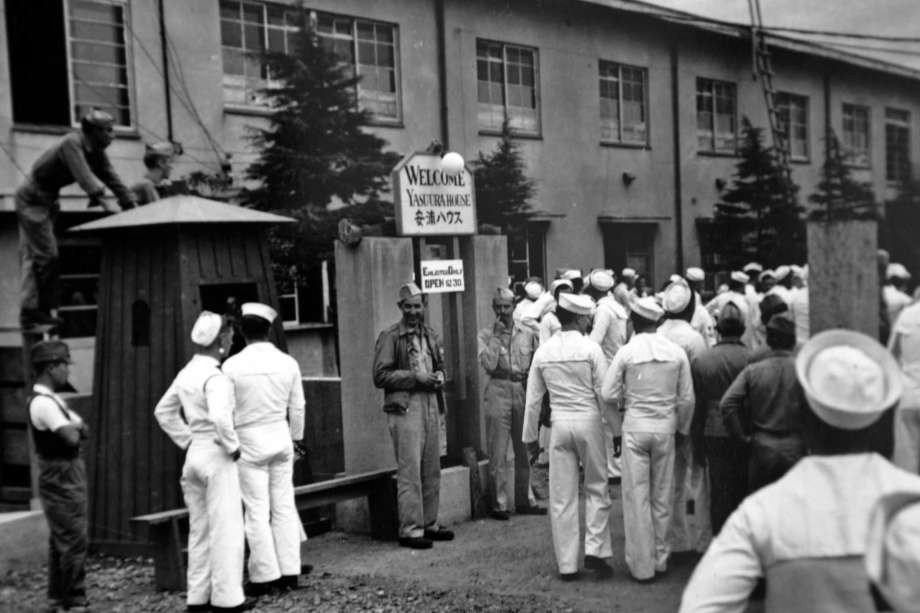
Bordel din timpul celui de-al Doilea Război Mondial

Violența sexuală, inclusiv violul, a fost un instrument folosit frecvent în conflictele armate de-a lungul istoriei. În epocile anterioare secolelor XIX și XX, conceptul de „pradă de război” legitima în ochii beligeranților cucerirea și exploatarea tuturor persoanelor din teritoriile ocupate, inclusiv prin abuzuri sexuale. Această practică era organizată și tolerată la nivel instituțional, ceea ce a dus la forme sistematizate de sclavie sexuală și prostituție forțată. Cele mai documentate cazuri includ Al Doilea Război Mondial, unde milioane de femei au fost forțate în femei de confort, precum și conflictele din fosta Iugoslavie, unde violența sexuală a fost folosită ca armă de război pentru a intimida și destabiliza comunități întregi. Astăzi, astfel de acte sunt considerate crime de război și crime împotriva umanității, iar dreptul internațional încearcă să prevină aceste forme de exploatare.

## Legături externe
- Ex-Prostitutes Say South Korea and U.S. Enabled Sex Trade Near Bases – NYTimes.com
- Sex-trafficking online resources